# Niedziały (gmina Srokowo)
Niedziały (niem. Forsthaus Wenden) – osada w Polsce, położona w województwie warmińsko-mazurskim, w powiecie kętrzyńskim, w gminie Srokowo, w sołectwie Jankowice.
W latach 1975–1998 miejscowość administracyjnie należała do województwa olsztyńskiego.